# Vandalizem
Vandalizem je vsako namerno dejanje, ki povzroči skrunjenje in/ali uničenje strukture oz. simbola. 
Izraz izhaja iz imena pozno antičnega oziroma zgodnje srednjeveškega germanskega plemena Vandalov, ki je bilo eno izmed ljudstev, ki so oplenila mesto Rim (455).
Prvič se je pojavil januarja 1794 med francosko revolucijo, ko ga je Henri Grégoire, ustavni škof Bloisa, uporabil v svojem poročilu konventu. Besedo Vandalisme je uporabil za opis nekaterih dejanj francoske republikanske vojske.